# Pierre Féret
Pour les articles homonymes, voir Féret.
L’abbé Pierre Yves Féret, né le 5 février 1830 à Mesnil-Verclives dans l‘Eure, mort le 31 juillet 1911 à Saint-Maurice (Val-de-Marne), est un ecclésiastique français, théologien et historien de l’Église catholique romaine.

## Biographie
Ordonné prêtre en 1856, l’abbé Féret exerce son ministère dans le diocèse d'Évreux et devient supérieur du petit séminaire de Pont-Audemer. Féru d’histoire et d’apologétique, il passe sa thèse de doctorat en théologie à Paris, en 1865. Son sujet, empreint des discussions théologiques et dogmatiques de l’époque, porte sur la divinité du Christ.
Il devient ensuite chapelain de l’église Sainte-Geneviève, ancien Panthéon de Paris rendu au culte à la Restauration, et assure également les fonctions d’aumônier du lycée Saint-Louis. Nommé chanoine honoraire non résident du diocèse d’Évreux, il devient ensuite curé de l’église Saint-Pierre de Charenton-le-Pont dans le Val-de-Marne, de 1879 à 1910. Il meurt en 1911 dans la même commune, à l'hospice Saint-Maurice.
Théologien et historien de l’Église, l'abbé Féret laisse une œuvre volumineuse, exemplaire des orientations et de la défense du catholicisme de la seconde moitié du XIXe siècle. Son érudition et son sérieux ne sont pas mis en doute. Néanmoins, il est parfois souligné que sa condition d’ecclésiastique mène ses analyses et que ses interprétations historiques peuvent en être affectées.